# Adiós pueblo de Ayacucho
«Adiós pueblo de Ayacucho» es un popular huayno peruano, considerado un himno en el departamento de Ayacucho. De autoría anónima, fue grabado por primera vez en 1930 por el ayacuchano y maestro arpista Estanislao Medina en Lima.

## Historia

### Teorías sobre su autoría
Manuel Acosta Ojeda postuló dos posibles teorías sobre el origen de este huayno, la primera fue relatada por Florencio Coronado en una entrevista en el programa radial de Ojeda en Radio Nacional, El heraldo musical, en la que afirmó que este tema fue dedicado a la victoria de los independentistas sobre los realistas en la Batalla de Ayacucho (1824), la segunda hipótesis, postulada por Raúl García Zárate, cuenta que la composición fue inspirada en el militar Andrés Avelino Cáceres Dorregaray, el Brujo de los Andes, héroe de la Breña y político muy apreciado por los quechuahablantes, quien tras ser derrotado por Nicolás de Piérola en la guerra civil de 1894-1895, se refugió en Huamanga, de donde fue expulsado.
Otra versión popular se refiere al sacerdote José Medina Gálvez
En su libro Literatura de Huancavelica. La voz del trueno y el arco iris (2012), el docente huancavelicano Isaac Huamán recoge dos autores (Bruno Castellares en 1925  y Federcio Salas en 2008) quienes afirman que el autor sería un tal Luis Uchurri quien enamorado de una bella huamanguina de nombre Perla.
Aniceto Pacheco Alarte

### Grabación
Estanislao "Tani" Medina, quien había aprendido la canción al haberla escuchado durante su infancia, participó junto a su agrupación Estudiantina Típica Ayacucho en el concurso musical anual de 1930 que se realizaba en la popular Fiesta de San Juan de Amancaes en las afueras de Lima. El grupo de música andina interpretó el anónimo huayno, obteniendo el cuarto premio en la categoría Conjuntos de Música Canto y Bailes Andinos. La recompensa de dicho concurso fue la grabación de un vinilo con las composiciones ganadoras, dando como resultado el disco VE 30150 del sello Víctor. La canción fue registrada en el estudio de grabación el 28 de junio de 1930. Debido a esta publicación se atribuyó por largo tiempo la autoría a Medina.

## Versiones
«Adiós pueblo de Ayacucho», una de las canciones más reconocidas de la música andina peruana, ha sido parte del repertorio musical de artistas nacionales e internacionales. Una de las más aclamadas y conocidas versiones de esta canción es la interpretada por el maestro guitarrista Raúl García Zárate. Por otro lado, también ha sido parte de la banda sonora de películas, como La última noticia, donde es interpretada por el cantante Daniel Lazo.
En 2017 la niña Perlita León fue descubierta por el tenor Juan Diego Flórez al verla interpretar este tema por las redes sociales.
Existe una versión cantada por un coro del guerrilleras de Sendero Luminoso, alabando a la guerra popular y el pensamiento Gonzalo